# Andriasa towadeus
Andriasa towadeus är en fjärilsart som beskrevs av Gehlen. 1935. Andriasa towadeus ingår i släktet Andriasa och familjen svärmare. Inga underarter finns listade i Catalogue of Life.